# Мечеть Фасх
Мечеть Фасх (араб. مسجد الفسح‎) или Мечеть Ухуд (араб. مسجد أحد‎) — маленькая мечеть, которая располагалась у подножья горы Ухуд, в городе Медина в Саудовской Аравии. Есть некоторые сообщения о том, что пророк Мухаммед исполнил молитву Зухр после битвы при Ухуде. Старое здание было разрушено, и осталось лишь несколько остатков восточной, западной и южной стены, а также михраб, который всё ещё виден. Здание теперь окружено железным забором в целях защиты. Мечеть находится в 4,5 км от мечети Масджид ан-Набави.